# Be mig! Se mig! Ge mig!
Be mig! Se mig! Ge mig! är ett studioalbum från av Elisa's, utgivet 2013. Albumet placerade sig som bäst på tredje plats på den svenska albumlistan.

## Låtlista
1. Be mig! Se mig! Ge mig!
2. Take Me Home Country Roads
3. Sanna mina ord
4. När jag ser mig tillbaks
5. Det ska gudarna veta
6. Fångad av en blick från dig
7. Varje litet andetag
8. Morfars grammofon
9. Den känslan
10. Om du vill
11. Den som gick i dina kläder
12. Diamonds Are a Girls Best Friend
13. Lever min dröm

## Listplaceringar
| Lista (2013) | Topplacering |
| ------------ | ------------ |
| Sverige      | 3            |